# Marsouin (argot militaire)
Pour les articles homonymes, voir Marsouin (homonymie).
Cet article court présente un sujet plus développé dans : Troupes de marine.
En argot militaire, un marsouin est un militaire servant dans l'infanterie de marine des troupes de marine française (ex-infanterie coloniale). 
Destinée aux actions outre-mer et amphibies, cette infanterie est comparée au cétacé, le marsouin qui suit régulièrement les bateaux qu'il croise, quand elle embarque comme passager, les artilleurs des troupes de marine sont surnommés, eux les « bigors ».
Par extension cette appellation recouvre aussi bien les fantassins servant au sein de régiments d'infanterie (anciennement « coloniale ») de Marine, les parachutistes « coloniaux » des régiments parachutistes d'infanterie de Marine que les cavaliers de marine du régiment d'infanterie-chars de Marine.